# Leonardo Coimbra
José Leonardo Coimbra (* 30. Dezember 1883 in Borba de Godim, Lixa; † 2. Januar 1936 in Porto) war ein portugiesischer Philosoph, Professor und Politiker.
Er war eine der prominentesten Figuren der portugiesischen Renaissancebewegung Renascença Portuguesa, welche er zusammen mit Teixeira de Pascoaes (1877–1952), António Sérgio (1883–1969), Raul Proença (1884–1941) und anderen gründete. Von 1919 bis 1931 war er Professor für Philosophie an der Fakultät für Literatur in Porto.